# مگس‌گیر بهشتی
مگس‌گیر بهشتی (نام علمی: Terpsiphone) نام یک سرده از راسته گنجشک‌سانان است.

## گونه‌ها
- مگس‌گیر بهشتی ژاپنی - Terpsiphone atrocaudata (Eyton, ۱۸۳۹)
- مگس‌گیر بهشتی سائوتومه - Terpsiphone atrochalybeia (Thomson, ۱۸۴۲)
- مگس‌گیر بهشتی بیتس - Terpsiphone batesi Chapin, ۱۹۲۱
- مگس‌گیر بهشتی بدفورد - Terpsiphone bedfordi (Ogilvie-Grant, ۱۹۰۷)
- مگس‌گیر بهشتی ماسکارین - Terpsiphone bourbonnensis (Statius Müller, ۱۷۷۶)
- مگس‌گیر بهشتی حنایی - Terpsiphone cinnamomea (Sharpe, ۱۸۷۷)
- مگس‌گیر بهشتی سیشلی - Terpsiphone corvina (Newton,E, ۱۸۶۷)
- مگس‌گیر بهشتی آبی - Terpsiphone cyanescens (Sharpe, ۱۸۷۷)
- مگس‌گیر بهشتی ماداگاسکاری - Terpsiphone mutata (Linnaeus, ۱۷۶۶)
- مگس‌گیر بهشتی آسیایی - Terpsiphone paradisi (Linnaeus, ۱۷۵۸)
- مگس‌گیر بهشتی شکم‌سرخ - Terpsiphone rufiventer (Swainson, ۱۸۳۷)
- مگس‌گیر بهشتی ته‌حنایی - Terpsiphone rufocinerea (Cabanis, ۱۸۷۵)
- مگس‌گیر بهشتی آنوبون - Terpsiphone smithii (Fraser, ۱۸۴۳)
- مگس‌گیر بهشتی آفریقایی - Terpsiphone viridis (Statius Müller, ۱۷۷۶)